# 12 and Holding
Pour plus de détails, voir Fiche technique et Distribution.
12 and Holding est un film américain réalisé par Michael Cuesta, sorti en 2006.

## Synopsis
Un garçon meurt accidentellement dans un incendie causé par deux garçons d'une bande rivale. Trois de ses proches (son frère jumeau et deux de ses amis) se remettent différemment du drame… Le frère jumeau, Jacob, affecté d'une tache de vin sur le visage, n'arrive pas à pardonner et rumine une vengeance.

## Fiche technique
- Réalisation : Michael Cuesta
- Scénario : Anthony Cipriano
- Genre : Drame
- Production : Brian Bell, Michael Cuesta, Jenny Schweitzer et Leslie Urdang
- Musique : Pierre Földes
- Photographie : Romeo Tirone
- Montage : Eric Carlson et Kane Platt
- Décors : Lucio Seixas
- Costumes : Marina Draghici
- Durée : Chili : 90 min (Toronto International Film Festival) | États-Unis : 94 min
- Pays : États-Unis
- Langue : Anglais
- Format : Couleur - 1,85 : 1 - Son : Dolby Digital
- Genre : Drame
- Budget : 400 000 $
- Dates de sortie:
  -  France : 20 septembre 2006

## Distribution
- Conor Donovan (V. F. : Virgil Leclaire) : Jacob / Rudy Carges
- Zoe Weizenbaum (V. F. : Emma Bourdet) : Malee Chuang
- Jeremy Renner (V. F. : Cédric Chevalme) : Gus Maitland
- Jesse Camacho : Leonard Fisher
- Annabella Sciorra (V. F. : Ariane Deviègue) : Carla Chuang
- Linus Roache : Jil Carges
- Marcia DeBonis : Grace Fisher
- Tom McGowan : Patrick Fisher

Source et légende : Version française (V. F.) sur le site d’AlterEgo (la société de doublage)